# Stanisław Żelichowski
Stanisław Żelichowski (Księżostany; 9 de Abril de 1944) é um político da Polónia. Ele foi eleito para a Sejm em 25 de Setembro de 2005 com 3532 votos em 34 no distrito de Elbląg, candidato pelas listas do partido Polskie Stronnictwo Ludowe.
Ele também foi membro da PRL Sejm 1985-1989, Sejm 1991-1993, Sejm 1993-1997, Sejm 1997-2001, and Sejm 2001-2005.